# تپه آساوله
تپه آساوله مربوط به دوران پیش از تاریخ ایران باستان تا سدهٔ ۶ ه.ق است و در شهرستان سنندج، بخش مرکزی، روستای آساوله واقع شده و این اثر در تاریخ ۱۱ مهر ۱۳۸۳ با شمارهٔ ثبت ۱۱۱۶۰ به‌عنوان یکی از آثار ملی ایران به ثبت رسیده است.